# Biologická léčba nádorových onemocnění

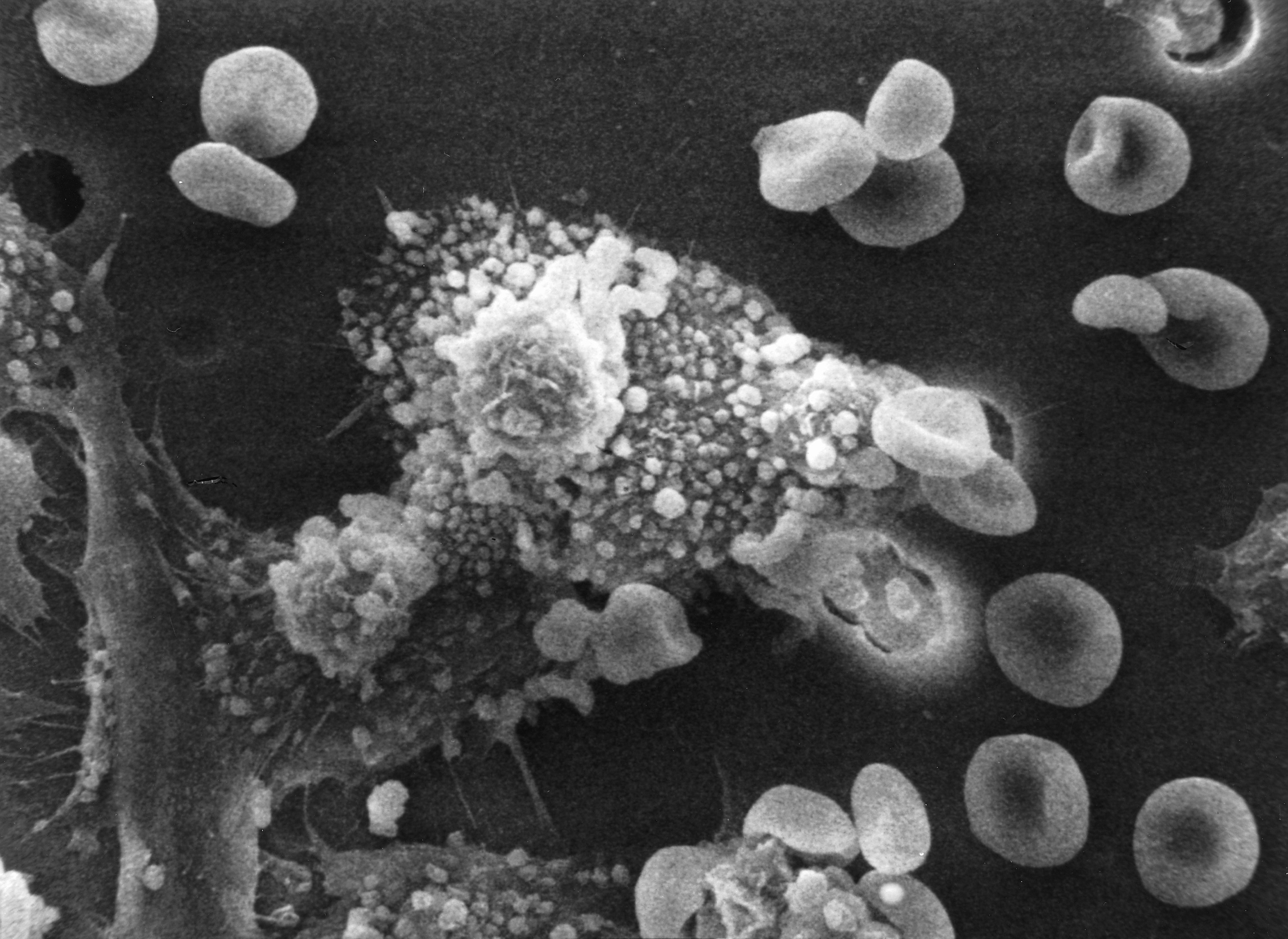
Makrofágy identifikovaly nádorovou buňku (velký ostnatý útvar). Po spojení s rakovinnou buňkou do ní makrofágy (menší bílé krvinky) vstříknou toxiny, které nádorovou buňku usmrtí.

Biologickou léčbou nádorových onemocnění nazýváme takový způsob léčby, který k odstranění nádorů využívá prvky a procesy imunitního systému zasaženého organismu. K takové léčbě řadíme například aktivní imunizaci proti nádorovým buňkám pomocí speciálního očkování, kdy jsou vlastní leukocyty nemocného obohaceny o rozpoznávací systém (antigen a jeho receptor), který je typický pro daný nádor. Na obdobném principů funguje aktivace výkonných imunocytů (NK buňky, cytotoxické T-lymfocyty (CTL), LAK buňky (Lymphokine Activated killer cell), dendritické buňky aj.), a to buď pomocí cytokinů (např. různé interferony), nebo odběrem těchto imunocytů, jejich následným propojením s protilátkou proti antigenu nádoru, a vrácením za účelem jejich boje proti nádoru. Rozšířením takové imunoterapie je obohacení těchto specifických monoklonálních protilátek buď o chemoterapeutické (cytostatické) léčivo, nebo radioaktivní izotop. Po podání takto obohacených protilátek dojde k tomu, že protilátky "vyhledají" nádorovou tkáň a zároveň k ní "přinesou" příslušné protinádorové léčivo.

## Základní úvaha
Správná funkce imunitního systému je založena na rozlišování vlastního od cizího, takže by měla být identifikována a zlikvidována i nádorová buňka. Problém spočívá v tom, že nádorová buňka je zmutovanou variantou vlastních buněk, takže případné antigeny nebo MHC glykoproteiny, které slouží k rozlišení mezi vlastním a cizím bývají "nedostatečně silné" k automatickému rozpoznávání a zachycení imunitním systémem organismu. Přesto určité antigenní rozdíly u nádorových buněk existují, což umožňuje "natrénovat" vybrané imunocyty k rozpoznávání těchto změn a pomocí sériových a paralelních kaskád, které jsou pro imunitní systém typické (viz např. komplement), zahájit proces odstraňování těchto nádorových buněk.
Jak bylo výše naznačeno, mnoho druhů nádorových buněk produkuje antigeny, které jsou buď atypické pro daný typ buňky a/nebo místo či období výskytu. Mezi takové antigeny mj. patří glykosfingolipid GD2, tedy disialogangliosid, který vylučují na povrch vnější membrány pouze neuronální buňky. Před nežádoucím zásahem imunitního systému jsou tyto buňky chráněny hematoencefalickou bariérou. Tento antigen GD2 však rovněž vylučují mnohé nádory, jako např. neuroblastom, meduloblastom, astrocytom, melanom, malobuněčný nádor plic, osteosarkom či některé sarkomy měkkých tkání. Takže, GD2 může sloužit jako vhodný "naváděcí" antigen pro "trénink" imunitního systému. Jiné antigeny se typicky vyskytují pouze během embryogeneze (onkofetální antigeny) a pak zanikají, proto je jejich výskyt na nádorech vhodným terčem pro cílenou imunoterapii.
Jako vhodné antigeny mohou sloužit také některé růstové receptory, které se na normálních buňkách vyskytují vzácně či vůbec. Jde o receptory, jejichž aktivace spouští signální proces dovnitř buňky, který je ve svém výsledku zodpovědný za neregulovaný růst a dělení buňky. Jako příklad může posloužit CD340 resp. ErbB2 (Human Epidermal Growth Factor Receptor 2), což je receptor vyskytující se na povrchu nádorových buněk rakoviny prsu.
Určitou zajímavostí je, že některá imunoterapeutická léčiva nádorů mohou reaktivovat latentní tuberkulózu, což musí být vždy před jejich nasazením zváženo.

## Léčba nádorů založená na buněčné imunitě
Tento druh imunoterapie byl poprvé představen Rosenbergovou výzkumnou skupinou z Amerického národního úřadu zdraví (National Institutes of Health) a je uplatňován jak ve výzkumu, tak v praxi v mnoha zemích po celém světě. Základem je postup, kdy jsou izolovány imunocyty, a to buď přímo od nemocného nebo od dárců (tedy autologní vs. allogenní postup), které jsou následně obohaceny a pomocí transfuze vráceny (či jen aplikovány) pacientovi. Obohacené imunocyty vykazují vysokou cytotoxicitu vůči příslušným nádorovým buňkám, čímž je pomáhají odstraňovat. Klinické využití tohoto postupu se stalo již rutinou v japonských onkologických pracovištích, přičemž autologní varianta postupu zahrnující NK buňky a cytotoxické T lymfocyty (CTL) je využívána v dalších asijských zemích. V Dánsku je v první fázi klinických zkoušek metoda ALECSAT. Jde o metodu, která je odvozena od původní Rosenbergových teoretických i praktických předpokladů.

### Protinádorová vakcinace
Jde o druh léčby nádorů založené na buněčné imunitě, založený na tom, že nádorový antigen je specifickým složkám imunitního systému představen pomocí buněk prezentujících antigen (APC), které slouží k aktivizaci T lymfocytů, které jsou schopny zajistit léčebnou odezvu vůči příslušným nádorovým buňkám. Pokud totiž makrofág či dendritická buňka (typické APC), které patří k typickým buněčným představitelům vrozené imunity, zachytí cizorodou látku, vystaví její antigen na svůj povrch, čímž umožní T-lymfocytům připravit specifickou odezvu.
Příkladem konkrétní aplikace výše popsané léčebné imunizace je vakcína Sipuleucel-T (APC8015, obchodní název Provenge), která pomáhá zničit rakovinu prostaty tím, že od pacienta odebrané dendritické buňky neboli APC (antigen prezentující buňky – antigen-presenting cells) jsou obohaceny o bílkovinu (PA2024), která k odebraným dendritickým buňkám připojí antigen kyselé prostatické fosfatázy plus faktor stimulující vytváření granulocytových a makrofágových kolonií (GM-CSF – granulocyte-macrophage colony stimulating factor). Obohacení o antigen pomáhá identifikovat nádorové buňky prostaty, protože zmiňovanou kyselou fosfatázu tyto nádorové buňky obsahují až z 95 %. GM-CSF hraje signalizační roli pro aktivaci výkonných (bojových) buněk (granulocyty, makrofágy) proti příslušným nádorovým buňkám, jinak řečeno ulehčuje (stimuluje) vyzrávání imunokompetentních buněk určených pro boj s nádorovou tkání.

## Léčba monoklonálními protilátkami
Protilátky jsou klíčovou součástí adaptivní (specifické, paměťové) imunitní odpovědi organismu na určitý antigen. Hrají základní úlohu jak v rozpoznávání (nalezení), tak v zneškodňování cizorodých látek. Širší léčebné využití protilátek v léčbě nádorových onemocnění přinesl objev technologie pro vytváření monoklonálních protilátek (monoclonal antibodies – mAbs). Pomocí této technologie lze vytvořit potřebné množství protilátek proti konkrétním nositelům antigenů, tedy nejen proti bakteriím, virům, ale i proti nádorovým buňkám. 
V onkologické léčbě se využívají dva typy monoklonálních protilátek:
- Neobohacené protilátky (naked mAbs) nenesou žádnou farmakologickou či radiační příměs. V současnosti jsou nejčastěji používány.
- Obohacené protilátky nebo protilátky s připojeným farmakologickým či radiačním agens (Conjugated mAbs nebo také tagged, labeled, loaded mAbs).

Obohacené protilátky se dělí podle svého nosiče buď na:
- monoklonální protilátky s připojenou radioaktivní látkou (Radiolabeled mAbs), přičemž léčba těmito protilátkami je klíčovým prvkem tzv. radioimunoterapie (RIT).
- monoklonální protilátky s připojeným chemoterapeutikem resp. cytostatikem (Chemolabeled mAbs).
- monoklonální protilátky spojené s buněčným jedem. V takovém případě mluvíme o imunotoxinech.

### Mechanismus účinku
Monoklonální protilátky mohou fungovat různými způsoby:
- Značení rakovinných buněk. Některé buňky imunitního systému jsou závislé na protilátkách, které lokalizují cíl útoku. Rakovinné buňky, které jsou potaženy monoklonálními protilátkami, mohou být snadněji odhaleny a zaměřeny ke zničení.
- Destrukce buněčné membrány. Některé monoklonální protilátky mohou vyvolat reakci imunitního systému, která může zničit vnější stěnu (membránu) nádorové buňky.
- Blokování růstu buněk. Některé monoklonální protilátky blokují spojení mezi rakovinnou buňkou a proteiny, které podporují růst buněk - činnost, která je nezbytná pro růst a přežití rakoviny.

- Zamezení růstu krevních cév. Aby mohl rakovinný nádor růst a přežít, potřebuje přívod krve. Některé léky s monoklonálními protilátkami blokují interakce mezi bílkovinami a buňkami, které jsou nezbytné pro vývoj nových cév.
- Blokování inhibitorů imunitního systému. Tělo brání imunitnímu systému, aby byl příliš aktivní, tím, že vytváří bílkoviny, které kontrolují a brzdí aktivitu buněk imunitního systému. Monoklonální protilátky mohou tento proces narušit, takže buňky imunitního systému mohou pracovat proti rakovinným buňkám bez omezení.
- Přímý útok na rakovinné buňky. Některé monoklonální protilátky mohou na buňku zaútočit přímo. Když se naváží na buňku, řada procesů uvnitř buňky může způsobit její sebedestrukci.

- Dopravení zářiče do nádoru. Díky schopnosti monoklonální protilátky spojit se s nádorovou buňkou může být protilátka navržena jako nosič pro další léčbu. Když se monoklonální protilátka spojí s malou radioaktivní částicí, přenese léčbu zářením přímo do rakovinných buněk a může minimalizovat účinek záření na okolní zdravé buňky.
- Doručování chemoterapie. Podobně se některé monoklonální protilátky kombinují s chemoterapeutickým lékem, aby se léčba dostala přímo k rakovinným buňkám a přitom se vyhnula zdravým buňkám.
- Propojení nádorových a imunitních buněk. Některé léky kombinují dvě monoklonální protilátky, jednu, která se váže na rakovinnou buňku, a druhou, která se váže na specifickou buňku imunitního systému. Takové propojení podporuje reakci imunitního systému proti rakovinným buňkám.

### Nežádoucí účinky
Léčba rakoviny monoklonálními protilátkami může způsobit nežádoucí účinky, některé z nich jsou sice vzácné, ale mohou být velmi závažné. 

#### Časté nežádoucí účinky
Obecně mezi nejčastější nežádoucí účinky způsobené léky s monoklonálními protilátkami patří:
- Alergické reakce, jako kopřivka nebo svědění
- Příznaky podobné chřipce, včetně zimnice, únavy, horečky a bolestí svalů a svalů
- Nevolnost, zvracení
- Průjem
- Kožní vyrážky
- Nízký krevní tlak

#### Závažné nežádoucí účinky
Mezi závažné, ale vzácné nežádoucí účinky léčby monoklonálními protilátkami patří:
- Hypersenzitivní reakce na infuzi. Mohou se objevit závažné reakce podobné alergii, které velmi vzácně mohou vést k úmrtí.  Obvykle se objevují během podávání léčby nebo krátce po něm.
- Srdeční potíže. Některé monoklonální protilátky zvyšují riziko vysokého krevního tlaku, městnavého srdečního selhání a srdečních záchvatů.
- Plicní problémy. Některé monoklonální protilátky jsou spojeny s vyšším rizikem zánětlivého onemocnění plic.
- Kožní problémy. Vředy a vyrážky na kůži mohou v některých případech vést k závažným infekcím. Závažné vředy se mohou objevit také na sliznici.
- Krvácení. Některé léky s monoklonálními protilátkami s sebou nesou riziko vnitřního krvácení.

Několik terapeutických monoklonálních protilátek již bylo schváleno pro léčebné užití Americkým národním úřadem pro léčiva a potraviny (U.S. Food and Drug Administration – FDA). Jejich přehled je uveden v následující tabulce.
| protilátka            | obchodní název           | rok schválení | typ                  | zacílení                                            | indikace | registrace v ČR |
| --------------------- | ------------------------ | ------------- | -------------------- | --------------------------------------------------- | --- | --------------- |
| Alemtuzumab           | Campath                  | 2001          | humanizovaný         | CD52                                                | chronická lymfatická leukémie | ano             |
| Bevacizumab           | Avastin                  | 2005          | humanizovaný         | vaskulární endoteliální růstový faktor              | kolorektální karcinom, karcinom prsu, nemalobuněčný plicní karcinom, karcinom ledvin, nádor vaječníků, nádor vejcovodů, primární nádor pobřišnice, karcinom děložního čípku | ano             |
| Brentuximab vedotin   | Adcetris                 | 2011          | hybrid (lidský/myší) | CD30                                                | Hodgkinův lymfom, anaplastický velkobuněčný lymfom | ano             |
| Cetuximab             | Erbitux                  | 2004          | hybrid (lidský/myší) | receptor epidermálního růstového faktoru            | kolorektální karcinom | ano             |
| Gemtuzumab ozogamicin | Mylotarg (stažen z trhu) | 2000          | humanizovaný         | CD33                                                | akutní myeloidní leukémie (spolu s kalicheamicinem) | ne              |
| Ibritumomab tiuxetan  | Zevalin                  | 2002          | myší                 | CD20                                                | non-Hodgkinův lymfom (spolu s yttriem-90 nebo indiem-111) | ano             |
| Ipilimumab            | Yervoy                   | 2011          | humanizovaný         | CTLA4                                               | metastazující melanom | ano             |
| Nimotuzumab           | Theraloc                 | 2014          | hybrid               | receptor epidermálního růstového faktoru            | gliomy, nádory dlaždicobuněčného původu | ne              |
| Ofatumumab            | Arzerra                  | 2009          | humanizovaný         | CD20                                                | chronická myelomonocytická leukémie | ano             |
| Panitumumab           | Vectibix                 | 2006          | čistě lidský         | receptor epidermálního růstového faktoru            | kolorektální karcinom | ano             |
| Ramucirumab           | Cyramza                  | 2014          | lidský               | receptor pro vaskulární endoteliální růstový faktor | karcinom žaludku, adenokarcinomu gastroesofageální junkce, kolorektální karcinom, nemalobuněčný karcinom plic                                                               | ano             |
| Rituximab             | Rituxan, Mabthera        | 1997          | hybrid (lidský/myší) | CD20                                                | non-Hodgkinův lymfom | ano             |
| Trastuzumab           | Herceptin                | 1998          | humanizovaný         | ErbB2                                               | rakovina prsu | ano             |

### Alemtuzumab
Alemtuzumab je humanizovaná IgG1 monoklonální protilátka proti antigenu CD52. Její hlavní indikací je chronická lymfatická leukémie (CLL), což je nejčastější druh leukémie v západních zemích. Funkce samotných receptorů CD52 je neznámá, nicméně se nachází na 95 % lymfocytů a monocytů kolujících v periferní krvi. Po navázání protilátky alemtuzumab na CD52 dojde k cytotoxické reakci zajišťované komplementem. Terapie alemtuzumabem je na hematoonkologických pracovištích indikována rovněž v případě tzv. T-prolymfotické leukémie (TPPL), což je druh leukémie, pro který zatím chybí protokolární léčebné standardy. Jedná se o velmi agresivní krevní nádorové onemocnění, jehož medián přežití je 7.5 měsíce.

### Bevacizumab
Bevacizumab je neutralizační humanizovaná IgG1 monoklonální protilátka cílená proti vaskulárnímu endoteliálnímu růstovému faktoru A (VEGF-A). Váže se na volný VEGF-A, čímž zamezuje jeho vazbu ke svým specifickým receptorům (VEGFR-1 a VEGFR-2) na povrchu endotelových buněk. Dochází tak k blokaci biologické aktivity těchto receptorů a k regresi růstu nádorových cév, které vyživují nádory a podílejí se na šíření metastáz.
Bevacizumab, prodávaný pod obchodní značkou Avastin, je v České republice registrovaným léčivem od roku 2005. V kombinaci s různými typy chemoterapeutik se používá k léčbě metastazujícího karcinomu tlustého střeva, prsu a nemalobuněčného plicního karcinomu. V kombinaci s INF-α je indikován k léčbě pacientů s pokročilým a/nebo metastazujícím karcinomem ledvin. Dále se používá k léčbě epitelového nádoru vaječníků, vejcovodů, primárního nádoru pobřišnice a karcinomu děložního čípku. Pozitivní výsledky projevil ve fázi II klinického testování, kde byl použit v kombinaci s irinotekanem, inhibitorem topoisomerázy I, k léčbě rekurentního glioblastomu.

### Brentuximab vedotin
Brentuximab vedotin je řazen do druhé generace hybridních protilátek proti imunoglobulinu IgG1. Je svázán (konjugován) s chemoterapeutikem monometylem auristatinu E, které zabraňuje dělení buněk tím, že zamezuje polymerizaci tubulinu. Tím dochází k narušení struktury buněčných mikrotubulů. Brentuximab se váže na membránovou bílkovinu CD30, která je zmnožena u patologicky pozměněných lymfocytů u Hodgkinova lymfomu nebo u tzv. anaplastického velkobuněčného lymfomu.

### Cetuximab
Cetuximab je hybridní (myší/lidská) monoklonální protilátka, která je protilátkou proti antigenu EGFR, což je receptor epidermálního růstového faktoru (epidermal growth factor receptor — EGFR). Navázánim na tento receptor dojde k deaktivaci signálních kaskád, které zapříčiňují růstový proces. Primární indikací je kolorektální karcinom. Byl rovněž zkoušen u jiných malignit, jako např. malobuněčného nádoru plic a nádorů hlavy i krku. Jako samostatně podávané léčivo (monoterapie) bylo účinné u 10.8 % pacientů s metastázami rakoviny tlustého střeva, a to s nadprodukcí EGFR. Mezi další inhibitory EGFR, které jsou v první fázi klinických zkoušek patří: ABX-EGF, hR3 a EMD 72000.

### Gemtuzumab ozogamicin
Gemtuzumab ozogamicin patří do kategorie protilátek obohacovaných o chemoterapeutikum (kalicheamicin). Byl protilátkou proti CD33. Vzhledem k výskytu závažných vedlejších účinků, které vyvolaly odborné diskuze, nařídil příslušný americký dozorový orgán (FDA) další testy 3. fáze schvalování, které mohou probíhat i po vlastním schválení léčiva v případech, kdy se dané léčivo vzhledem ke své indikaci zapojuje do kombinací s ostatními léčivy. V této následné třetí fázi Gemtuzumab neprokázal přínos oproti alternativním léčebným postupům, a pokud byl užit v kombinaci, přispěl statisticky významně k celkové toxicitě léčby (úmrtnost při kombinaci preparátů bez Gentuzumabu byla 1,4% proti 5,7% při jeho zapojení do kombinace). Z těchto důvodů nedoporučil Americký národní úřad pro léky a potraviny pokračování registrace a následně byl stažen z trhu.
Jeho primární indikací byla akutní myeloidní leukémie (AML).

### Ipilimumab
Ipilimumab (Yervoy) je lidská IgG1 protilátka, která se váže na membránový protein CTLA4 – cytotoxic T lymphocyte-associated antigen 4. Protože nádorové buňky vykazují na svém povrchu specifické antigeny, stávají se "viditelnými" pro imunitní systém. Jednou z aktivních nebo výkonných složek imunity jsou tzv. cytotoxické T-lymfocyty (CTL), které mají schopnost nádorovou buňku zničit. Aby byly tyto buňky aktivovány potřebují dva signály: 1) rozpoznání cizorodého identifikátoru buňky (tzv. MHC komplex – major histocompatibility complex) a 2) navázání proteinu CD28, který je umístěn na T-lymfocytu spolu s CD80 a CD86, které jsou umístěny obvykle na dendritické buňce, která plní roli tzv. buňky prezentující antigen. CTLA 4 nebo také CD152 je membránový protein, který se vyskytuje na tzv. pomocných T-lymfocytech či tzv. T-helper buňkách. Jde o lymfocyty, které mají ve vztahu k výkonným složkám imunity (nejen k cytotoxickým T-lymfocytům) regulační vztah, tedy buď danou imunitní odpověď posilují či oslabují. CTLA 4 je antagonistou výše uvedených receptorů CD80 a CD86, které jsou nutné k řádné aktivaci cytotoxické imunitní odpovědi, zprostředkované T-lymfocyty (CTL). CTLA4 tedy oslabují imunitní odpověď, což je důležité, protože za normálních okolností by byla neregulovaná cytotoxická imunitní odpověď devastující pro normální zdravou tkáň. Jak ale bylo napsáno výše, přirozená protinádorová imunitní odpověď má přirozeně inhibovaný (slabší) charakter, proto se jeví jako terapeuticky vhodné u určitých nádorových diagnóz zrušit toto přirozené zpětnovazební oslabení imunitní odpovědi. Ipilimumab, tím, že se naváže na CTLA4, zamezí jeho aktivnímu kontaktu s receptory CD80 a CD86, čímž dojde k odpojení inhibičního regulačního mechanismu odpovědi CTL.
Posun regulačního poměru mezi inhibičními T-lymfocyty a aktivními (cytotoxickými) T-lymfocyty se zdá být důležitý u melanomu, kde je význačnější dopad změny citlivosti zmíněného regulačního poměru na akceschopnost tzv. CTL zaměřených na melanomové buňky. Ipilumumab tedy výrazně posiluje imunitní odpověď, která je reakcí na výskyt melanomových buněk. Nicméně vzhledem k obecnějšímu imunologickému mechanismu působení, lze pozitivní přínos očekávat i u dalších nádorových diagnóz, kde ipilumumab může posílit účinek dalších protinádorových imunoterapeutik.

### Nimotuzumab
Nimotuzumab je hybridní (lidská/myší) monoklonální protilátka proti receptoru epidermálního růstového faktoru (EGFR). Byla nalezena na Kubě v rámci širšího výzkumného projektu s nelicenčním cílem, na kterém se podílelo mnoho výzkumných a výrobních podniků.. Byla schválena k použití v léčbě dlaždicobuněčného karcinomu hlavy a krku, a to v Indii, na Kubě, Argentině, Kolumbii, Pobřeží slonoviny, Gabonu, Ukrajině, Peru a Srí Lance. Na Kubě, v Argentině, na Filipínách a Ukrajině byl schválen k léčbě gliomu. Pro léčbu nádorů nosohltanu byl schválen v Číně. Výjimku vázanou diagnostickými kriterií má rovněž v USA (pro léčbu gliomu) a v Evropě pro léčbu nádorů slinivky břišní, pokud je prokázán dlaždicobuněčný původ nádoru.

### Ofatumumab
Ofatumumab podobně jako Rituximab je lidskou IgG1 protilátkou, která se váže na antigen CD20. Její hlavní indikací je chronická lymfatická leukémie, protože u tohoto typu nádoru jsou obvyklé B-lymfocyty s povrchovým antigenem CD20. Na rozdíl od rituximabu, který se váže na velkou smyčku bílkoviny CD20, ofatumumab se váže na krátkou smyčku, což může vysvětlovat, proč ofatumumab již při nizkých dávkách vyvolává na komplementu závislý cytotoxický účinek a má také nižší imunogenicitu.

### Panitumumab
Panitumumab (Vectibix) je lidská IgG2 protilátka, která se váže na EGRF receptor. Mechanismus účinku je podobný jako u Cetuximabu. Hlavní indikací je kolorektální karcinom.

### Ramucirumab
Ramucirumab je lidská IgG1 monoklonální protilátka, která se s vysokou afinitou váže k extracelulární doméně receptoru pro vaskulární endoteliální růstový faktor 2 (VEGFR-2/KDR). Tím znemožňuje navázání ligandů VEGF-A, VEGF-C a VEGF-D k tomuto receptoru. VEGF ligandy jsou produkovány solidními nádory a iniciují angiogenezi (tvorbu nových krevních kapilár z již existujících cév), čímž dochází ke zvýšení krevního zásobení v nádorové tkáni a zvýšení přísunu živin potřebných pro růst nádoru. Navázání ramucirumabu k VEGFR-2 vede k potlačení nádorové angiogeneze.
Ramucirumab je registrován pod názvem Cyramza a používá se k léčbě karcinomu žaludku nebo adenokarcinomu gastroesofageální junkce jak v monoterapii, čímž je prvním takto používaným léčivem, tak v kombinaci s paklitaxelem. V kombinaci s chemoterapií irinotekan, kyselina folinová a fluoruracil (FOLFIRI) lze ramucirumab použít k 2. linii léčby metastatického kolorektální karcinomu, který byl v 1. linii léčen bevacizumabem. Kombinace s docetaxelem se používá pro léčbu pacientů s pokročilým nebo metastazujícím nemalobuněčným karcinomem plic.

### Rituximab
Rituximab je hybridní (lidská/myší) monoklonální protilátka proti antigenu CD20, který je rozšířený na imunoglobulin-pozitivních B-lymfocytech. Jeho role je nejspíš v regulaci přísunu kalcia skrze cytoplazmatickou membránu dovnitř B-lymfocytu, čímž pomáhá jak v udržování homeostázy kalciového hospodaření B-lymfocytu, tak v jeho aktivaci. Přesný způsob fungování Rituximabu není úplně objasněný, má však prokazatelný vliv na buněčný cyklus a expresi B–buněčných receptorů (BCR – B cell receptor). Experimenty prováděné na primátech prokázaly, že protilátka proti CD20 redukuje množství periferních B-lymfocytů o 98 % a B-lymfocyty v periferních mízních uzlinách a kostní dření o více než 95 %.

### Trastuzumab
Trastuzumab je monoklonální IgG1 humanizovanou protilátkou proti receptoru pro epidermální růstový faktor 2 (epidermal growth factor receptor 2) neboli EGFR 2 (je známý také jako HER 2 či CD340). Byl schválen FDA v roce 1998, přičemž jeho primární indikací je rakovina prsu. Trastuzumab je určen pro pacienty, jejichž nádor vykazuje nadprodukci CD340, což se zjišťuje pomocí imunohistochemických metod (IHC) či metodou fluorescenční in situ hybridizace FISH. Alternativou imunodetekce CD340 jsou některé metody odvozené od PCR (polymerázová řetězová reakce).
Samotný CD340 patří do rodiny transmembránových tyrosinkinázových receptorů, které se účastní regulace buněčného rozmnožování (proliferace) a buněčného dělení. Zvýšenou produkci CD340 vykazuje cca 25–30 % nádoru prsu, které se také vyznačují silnou malignitou, špatnou prognózou, jen minimální či téměř žádnou odezvou jak na hormonální terapii, tak na konvenční chemoterapeutika.

## Radioimunoterapie
Radioimunoterapie je především založena na použití myších monoklonálních protilátek proti buněčným antigenům, na které jsou navázány radioaktivní látky. V současnosti je nejvíce prozkoumán účinek těchto protilátek proti lymfomům, které jsou velmi citlivé vůči ozáření (jsou radiosenzitivní). Myší protilátky jsou vzhledem ke své imunogenecitě rychle vylučovány z organismu, což omezuje nadbytečné vystavení radiaci.

### Ibritumomab tiuxetan
Ibritumomab tiuxetan je myší monoklonální protilátka, která je spojena s chelatickou látkou, pomocí níž je navázán radioaktivní prvek yttrium–90. 90Y je beta zářič s poločasem rozpadu 64 h a hloubkou průniku do tkáně 1–5 mm. Jeho užití je zkoumáno, a to především u folikulárních lymfomů.

### Tositumomab/jód (131I)
Samotný Tositumomab je myší monoklonální protilátka IgG2a proti antigenu CD20. Jód (131I) tositumomab je tatáž protilátka, která je navíc kovalentně svázána s izotopem jódu 131I, který emituje jak záření beta, tak záření gama, přičemž po jeho aplikaci dochází v organismu k jeho rychlému rozkladu. Klinické zkoušky prokázaly jeho účinnost v léčbě relabujícího folikulárního lymfomu, a to pokud je podáván nejprve samotný tositumomab a následně tentýž tositumomab obohacený o 131I.

## Cytokinová terapie
Cytokiny jsou širokou skupinou bílkovin, produkovaných obvykle bílými krvinkami, jejichž hlavní funkcí je modulace či regulace imunitní odpovědi (jsou to tzv. imunomodulátory). Nádorová tkáň má vlastní schopnost produkce a ovlivňování cytokinů, což ji umožňuje zabezpečit vlastní růst a přitom se chránit proti imunitní odpovědi organismu. Na druhou stranu, právě to umožňuje cílené působení cytokinů proti nádorům. Cytokiny, které mohou posílit a zefektivnit imunitní odpověď, jsou proto v případě imunoterapie nádorových onemocnění často využívány jako přídatná terapeutika. Často jsou využívány zejména interferony a interleukiny

### Interferony
Interferony jsou cytokiny, které imunitní systém organismu využívá ve své antivirové odpovědi, mají však svojí přirozenou protinádorovou funkci. V současnosti jsou známy tři skupiny interferonů: 1) interferon typu I, kam řadíme interferon alfa (IFNα) a interferon beta (IFNβ); 2) interferon typu II, sem patří interferon gama (IFNγ); 3) interferon typu III, sem patří poměrně novější interferon lambda (IFNλ). IFNα je v současnosti schválen k použití u leukémie z vlasatých buněk, Kaposiho sarkomu u nemocných s AIDS, folikulárního lymfomu, u chronické myeloidní leukémie a melanomu. Novější interferon lambda (IFNλ) je v současnosti zkoumán jako další možné léčivo s antitumorozním efektem, přičemž předběžné výsledky jsou slibné.

### Interleukiny
Interleukiny jsou citokiny se širokou paletou účinků na imunitní systém. Rovněž se uplatňují v léčbě nádorových onemocnění (viz níže – Nové trendy v imunoterapii nádorů). V současnosti je využíván interleukin-2, a to v léčbě maligního melanomu a určitých nádorů ledvin.

## Nové trendy v imunoterapii nádorů
V současnosti již probíhá vývoj a testování druhé generace imunoterapeutických léčiv. Tato druhá generace je založena na skutečnosti, že účinné působení dosavadních protilátek zaměřených na konkrétní antigen je limitováno různými podmínkami. Pro imunoterapii nádorů je důležitá imunitní aktivita jejich bezprostředního okolí (microenvironment), které však většinou působí imunosupresivně (tj. potlačuje imunitní reakci). Imunusupresivní okolí nádorů je rovněž jednou z příčin, proč i přes přítomnost antigenů nádor roste bez přirozeného zásahu imunitního systému. Imunostimulační látky nazývané cytokiny hrají důležitou roli v aktivizaci imunitního systému, čímž omezují imunosupresivní působení v okolí nádorů. Dlouhodobě se ví, že zánět, jehož jsou cytokiny přirozenou a důležitou součástí, který nastane v okolí nádoru podporuje imunitní systém k větší citlivosti a zásahu vůči nádorovým buňkám. Z těchto důvodů došlo k obohacení monoklonálních protilátek o cytokiny, zejména silně prozánětlivým interleukinem 2 (IL-2). Výhodou spojení s protilátkami (tj. vytvoření hybridního proteinu) je omezení působení těchto cytokinů na okolí nádoru. Systémové (celkové) podávání takových imunostimulačních cytokinů může totiž způsobit závažné vedlejší účinky.
Jiným typem hybridizace je vytváření receptorů pro specifický antigen, které jsou uměle připojeny k T-lymfocytům. Jedná se o technologie vytvářející tzv. chimerní T buněčný receptor.
Dalším novým postupem je vytvoření takové dvojice protilátka-protinádorové agens, která by se od sebe oddělila uvnitř nádorové buňky, tj. po endocytóze. Jedním ze způsobů, jak toto provést je využit ke spojení dvojice disulfidovovou vazbu, která bude v redukčním prostředí uvnitř buňky rozpojena. Nicméně nedávné nálezy upozornily, že vzhledem k oxidačnímu potenciálu endozomů a lyzozomů uvnitř buňky se nejedná o všeobecně použitelnou strategii. Mezi dalšími se jeví užitečnou vazba hydrazonová nebo peptidová.

## Nové objevy
V roce 2001 vytvořily dvě americká neziskové pracoviště Cancer Research Institute a Ludwig Institute for Cancer Research projekt nazvaný Cancer Vaccine Collaborative, který spojil síť specializovaných expertních pracovišť v oblasti imunologie za účelem vzájemně koordinovaného postupu klinických testů nových látek, přísad a jejich kombinací pro novou protinádorovou vakcínu. Projekt CVC měl k červnu roku 2009 hotových 40 klinických zkoušek různých vakcín. Dále na základě tohoto projektu bylo publikováno více než 130 odborných článků. Téměř všechny zkoušky se týkaly vakcín zaměřených na nádorový antigen NY-ESO-1, což je vysoce imunogenní bílkovinný marker, jehož výskyt je omezen na různé typy rakoviny, nikoliv ale na normální tkáň. Vakcíny testované v rámci CVC by měly indukovat integrovanou imunitní odpověď založenou na cílených protilátkách a T-lymfocytech CD4+ a CD8+. Koordinovaný postup zkoušek nových vakcín vytvořil robustní pracovní rámec, sloužící k hledání a výběru testovaných složek, ze kterých by se měla skládat ideální protinádorová vakcína. Tento rámec zahrnuje: nádorové antigeny v jejich různých formách spolu s posilujícími přídatnými látkami (adjuvans) plus napojení těchto antigenů na látky, rušící imunosupresivní prostředí v okolí nádoru.
V roce 2008 bylo oznámeno, že američtí lékaři napojení na Středisko pro výzkum rakoviny Freda Hutchinsona (Fred Hutchinson Cancer Research Center) v Seattle jako první úspěšně vyléčili pacienta s pokročilejší rakovinou kůže pomocí jeho vlastních naklonovaných imunocytů. Kurativní výsledek se dostavil během osmi týdnů poté, co mu byl aplikován roztok s biliony jeho vlastních imunocytů. Podle některých expertů by se mohlo jednat o jednu z dalších metod léčby nádorových onemocnění. Další zkoušky stále probíhají.
Mnoho nových výzkumů zaměřených na využití mechanismů adaptivní imunity v léčbě nádorových onemocnění, je prováděno pod vedením dvojice vědců Richarda O'Reillyho a Michela Sadelaina, kteří působí v Sloan-Ketteringově nemocničním středisku pro výzkum rakoviny (Memorial Sloan-Kettering Cancer Center hospital).
Rovněž pokračuje výzkum zaměřený na důležité antigeny a jejich protilátky, resp. tumorózní značky (markery), které pomáhají nejen danou nádorovou buňku rozpoznat, ale i lépe přizpůsobit imunitní odpověď. Potlačení imunosupresivního prostředí nádoru je cílem protilátky, která se snaží antagonizovat membránový protein CD47, jehož vyšší přítomnost u vybraných nádorů způsobuje slabou fagocytární odpověď imunitního systému vůči nádoru. U myších modelů bylo zjištěno, že potlačení CD47 příslušnou monoklonální protilátkou skutečně způsobuje silnou fagocytózu daných buněk a následnou aktivaci CD8+ T buněk, což vede k následnému rozvinutí silné protinádorové odpovědi.

## Lokální imunoterapie
Dermatologové již užívají nové masti a krémy či injekce s imuterapeuticky aktivními látkami, a to v léčbě benigních nebo maligních nádorů kůže. Například krém s obsahem účinné látky imichimod resp. imiquimod (obch. názvy: Aldara 5% Cream, Zyclara 3,75% Cream) způsobuje aktivizaci různých cytokinů (zejména interferonu) v oblasti, kde je aplikován. Tím dochází mj. k aktivací cytotoxických T-lymfocytů (CTL). Léčivo se uplatňuje v těchto indikacích: bradavice, aktinická keratóza, bazocelulární karcinom, skvamózní karcinom kůže, kutánní lymfom z T buněk (Sézaryho syndrom aj.) a povrchově se šířící melanom (SSM – Superficially spreading melanoma). Dále do této kapitoly patří i léčba podkožními injekcemi, která je založena na využití antigenů z neštovic, kvasinek nebo trichofytinu. Hlavní indikací jsou kožní nádory indukované lidským papilomavirem (HPV).

## Přírodní produkty
Některé přírodní produkty vykazují slibnou imunostimulační aktivitu. Výzkumníci předpokládají, že houby jako lesklokorka lesklá (Ganoderma lucidum) a Agaricus subrufescens mohou být schopny stimulovat imunitní systém. Výzkumy např. ukazují, že zmíněný Agaricus subrufescens může hrát roli ve stimulaci NK buněk. Kromě toho je tato houba bohatá na tzv. proteoglukany a beta-glukany (viz glukany), které stimulují makrofágy.
Beta-glukany se dále dají získat z pekařských kvasinek, bezpluchého ovsa a ječmene nebo mořských řas. Je prokázáno (EFSA), že stačí denně přijímout 3g beta-glukanů pro pozitivní účinky.
Výzkum sloučenin obsažených v léčivých houbách, které jsou zodpovědné za posílení imunitní odpovědí, a které zároveň vykazují protinádorový účinek, odhalil řadu polysacharidů, zejména beta-glukanů. Beta-glukany jsou známy jako modifikátory imunitní odpovědi a také jako "posilovače" aktivit vrozeného imunitního systému. Výzkumy prokázaly jejich schopnost stimulovat makrofágy, NK buňky, T-lymfocyty a některé cytokiny. Mechanismus účinku beta-glukanu je znám pouze částečně. Jedním ze způsobů, kterým beta-glukany stimulují imunitní systém, je jejich interakce s antigenem makrofágu-1 (MAC-1) resp. CD18.
Pečlivě očištěné sloučeniny extrahované z léčivých hub, jako jsou lentinan izolovaný z houby Šiitake (houževnatec jedlý) či polysacharid-k vyskytující se v outkovce pestré (Trametes versicolor), byly již zavedeny do léčebné praxe v několika zemích (Japonsko). V Japonsku tamější ministerstvo zdravotnictví schválilo v roce 1980 používání polysacharidu-k za účelem podpory imunitního systému u nemocných, kteří prodělávají chemoterapeutickou léčbu.